# Illa Pinta
Pinta (Isla Pinta en castellà), també coneguda com a illa Abingdon, pel comte d'Abingdon, és una illa del grup de les illes Galápagos, a l'Equador. Té una superfície de 60 km2 (23 sq mi) i una altitud màxima de 777 metres (2,549 ft).
Pinta va ser la llar original de George el Solitari, potser la tortuga més famosa de les illes Galápagos. Va ser l'últim representant conegut de la subespècie Chelonoidis nigra abingdonii.
Essent l'illa principal més al nord de les Galápagos, fa temps Pinta va tenir una població pròspera de tortugues. La vegetació de l'illa va ser devastada durant diverses dècades per la introducció de cabres salvatges, disminuint així el subministrament d'aliments per a les tortugues natives. L'any 1990 es va completar un esforç prolongat per exterminar les cabres introduïdes a Pinta i la vegetació de l'illa comença a tornar al seu estat anterior.
L'allargada illa Pinta és formada pel mes septentrional dels volcans actius de les Galápagos. Pinta és un volcà en escut amb una extensa petjada submarina originada a partir de fissures de tendència NNW.
El 28 de gener de 2008, l'oficial del parc nacional Galápagos, Victor Carrion, va anunciar la matança de 53 lleons marins (13 cadells, 25 joves, 9 mascles i 6 femelles) a Pinta, la reserva natural de les illes Galápagos amb el cap enfonsat. L'any 2001 els caçadors furtius van matar 35 lleons marins mascles. Aquests actes es van fer per iniciativa del Projecte Isabela d'eliminació d'espècies introduïdes a l'arxipèlag.